# سایوز۳۹
سایوز-۳۹ (به روسی: Союз ۳۹)(به معنای اتحاد ۳۹) یک مأموریت سرنشین دار سازمان فضایی شوروی به مقصد ایستگاه فضایی سالیوت۶ و یکی از ماموریت‌های بازدید از خدمه سایوز تی۴ بود. سایوز۳۹ از سری ماموریت‌های اینترکسموس شوروی محسوب می‌شد که با پرتاب آن یک فضانورد مغولستانی هم به فضا سفر کرد.

## خدمه مأموریت
| شماره | نام                  | ملیت               | تعداد پرواز | نقش عملیاتی | تصویر |
| ۱     | ولادیمیر جانی‌بک‌اف    | اتحاد جماهیر شوروی | ۲           | فرمانده     |       |
| ۲     | مایدارژاوین گانزوریگ | مغولستان           | ۱           | محقق فضایی  |       |